# Jadwiga Chętnikowa
Jadwiga Chętnikowa, z d. Nowicka (ur. 31 sierpnia 1912 w Warszawie, zm. 10 marca 1995 tamże) – nauczycielka, muzealniczka, ilustratorka, regionalistka sandomierska i kurpiowska; druga żona Adama Chętnika.

## Życiorys
Wychowała się w Warszawie w rodzinie lekarza, Emila Wojciecha i Heleny z Fryszków małżonków Nowickich. Miała trójkę rodzeństwa: Władysławą, Bronisławą i Kazimierzem. Edukację podstawową ukończyła w domu pod okiem matki, po czym rozpoczęła naukę w gimnazjum typu humanistycznego w Gostyninie. Po zdanej maturze w 1932 podjęła kształcenie artystyczne w Państwowym Instytucie Robót Ręcznych i Rysunków w Warszawie. W 1934 ukończyła Instytut oraz kurs gospodarstwa domowego, zaś dwa lata później kurs rysunku i malarstwa w Krzemieńcu. W tym czasie pracowała jako nauczycielka rysunku w Prywatnym Żeńskim Seminarium Nauczycielskim ss. Niepokalanek w Maciejowie, a później w Liceum Pedagogicznym w Sandomierzu. Podczas pobytu na Wołyniu zaczęła żywo interesować się kulturą ludową, gromadząc miejscowe hafty, a jako członkini koła krajoznawczego rozpoczęła badania terenowe nad strojem sandomierskim. W 1938 w oparciu o pracę dyplomową pt. Rola i znaczenie rysunku w kształceniu młodzieży zdała państwowy egzamin pedagogiczny, który uprawniał ją do nauczania rysunku i zajęć praktycznych w szkołach średnich.
W czasie wojny i okupacji pracowała w PCK. W 1939 wspierała polskich jeńców po bitwie pod Bzurą. Dostarczała im pożywienie. Opiekowała się wysiedlonymi. Była łączniczką Armii Krajowej w okolicy Sandomierza. W 1941 ukończyła kurs pielęgniarski. Prowadziła także zajęcia na tajnych kompletach dla uczniów szkół średnich w Sandomierzu. Uczyła łaciny, rysunku i robót ręcznych. W czasie łapanki w Sandomierzu uderzenie karabinem w głowę wywołało u niej uszkodzenie słuchu, które nasiliło się pod koniec życia. W Warszawie ukończyła kurs tkactwa ręcznego (1944).
Po wojnie przeniosła się do Buska ze względu na opiekę nad chorymi matką i siostrą. W Busku pracowała jako pielęgniarka i nauczycielka w Sanatorium Dziecięcym, a następnie również w Państwowym Gimnazjum i Liceum. W 1946 przeniosła się do Gdańska, aby podjąć pracę w III Państwowym Gimnazjum i Liceum w Gdańsku-Wrzeszczu. Na Pomorzu kontynuowała kształcenie artystyczne, studiując wieczorowo rysunek w Wyższej Szkole Sztuk Plastycznych w Sopocie. W kolejnym roku akademickim przeniosła się do Torunia z zamiarem podjęcia studiów konserwatorskich i muzealniczych. Przerwałą je z powodu problemów zdrowotnych. Ukończyła jednak dwa kursy konserwatorskie. Kolejne (muzealno-naukowo-konserwatorskie) podjęła w Szklarskiej Porębie, a potem w Muzeum Narodowym w Warszawie, wreszcie na Uniwersytecie Warszawskim.
W 1950 zainteresowanie sztuką ludową pokierowało ją do pracy asystentki w Muzeum Kultur Ludowych w Młocinach. W 1953 przeniosła się do Muzeum w Łomży. Została kierowniczką tej placówki. W ciągu roku zreorganizowała ekspozycję muzeum, wyremontowała jego siedzibę, a także objęła opieką zniszczone w czasie wojny Muzeum Kurpiowskie w Nowogrodzie. W tym czasie sporządziła kilka scenariuszy ścieżek edukacyjnych, w oparciu o które przygotowała stałe wystawy muzealne. W Nowogrodzie poprzez wspólne zaangażowanie na rzecz utrwalenia tradycji Kurpiów Zielonych zbliżyła się do Adama Chętnika, z którym 22 listopada 1955 w Warszawie zawarła związek małżeński.
W 1956–1958 wraz z mężem przywróciła do życia zniszczone przez wojnę muzeum w Nowogrodzie. Wspólnie wędrowali po regionie, zbierając eksponaty do muzeum. W 1967 zmarł Adam Chętnik i cały ogrom pracy muzealnej spadł na Jadwigę. Uwzględniając testament męża, zorganizowała wraz z ks. A. Pogorzelskim w Łysych pierwszy konkurs na palmę wielkanocną (1969). W 1975 została dyrektorką Muzeum Okręgowego w Łomży. Dwa lata później przeszła na emeryturę, choć do 1990 aktywnie włączała się w prace w nowogrodzkim skansenie. W tym okresie redagowała pozostające w rękopisie dzieła męża i opracowała jego bibliografię. Ze względu na luźno zbiegające się ze sobą terminy 40. Walnego Zebrania PTL (wrzesień 1984) oraz 100. rocznicy urodzin A. Chętnika (1985) zorganizowała w Łomży i Nowogrodzie obchody, podczas których tematem przewodnim były zagadnienia kultury Kurpiów i obszarów puszczańskich. Efektem były dwie publikacje. Z jej inicjatywy powstały izby regionalne: pracownia instrumentów ludowych Bolesława Olbrysia w Dębnikach i izba pamięci rzęźbiarza Konstantego Chojnowskiego w Jankowie-Młodziankowie.
Wykonała ilustracje do dwóch zeszytów Atlasu Polskich Strojów Ludowych (J. Świątkowska, Strój łowicki, Wrocław 1953; A. Chętnik, Strój kurpiowski Puszczy Zielonej, Wrocław 1961).
Z jej inicjatywy Publiczna Szkoła Podstawowa w Jednorożcu w 1988 otrzymała imię Adama Chętnika. Rok wcześnie doprowadziła do podobnego uhonorowania męża w szkole podstawowej w Nowogrodzie. W katedrze w Łomży umieściła epitafium ku czci męża.
Była aktywną działaczką nauki i kultury, zwłaszcza jako członkini stowarzyszeń środowiskowych etnografów i regionalistów (członkini PTL – od 1972 zwykła, honorowa od 1984 – TPZŁ, TKJ, TPD i PTTK). Jako członkini Komisji Opieki nad Zabytkami przy zarządzie oddziału PTTK w Łomży opiekowała się zabytkowymi cmentarzami, szczególnie katedralną nekropolią w Łomży.
Za swoją pracę została wielokrotnie nagrodzona m.in. Medalami 10- (1950) i 30-lecia Polski Ludowej (1974), Srebrnym (1955) i Złotym Krzyżem Zasługi (1962), Odznaką „Zasłużony Działacz Kultury” (1965), Złotą Odznaką „Za opiekę nad zabytkami” (1966), Złotą Odznaką „Zasłużony Białostocczyźnie” (1975), Medalem im. Jana Krzysztofa Kluka (1975), Nagrodą im. Oskara Kolberga (1979) oraz Krzyżem Kawalerskim (1977) i Krzyżem Oficerskim Orderu Odrodzenia Polski (1985). W 1983 została laureatką prestiżowej Nagrody im. Z. Glogera za popularyzację tradycyjnej kultury ludowej. Dostała też Medal za Ochronę Środowiska, Medal „Kultura Ludowa Dobrem Narodu”, Odznakę honorową „Za zasługi dla województwa łomżyńskiego”.
Ostatnie lata życia spędziła w Domu Opieki Społecznej w Łomży. Zmarła 10 marca 1995 w Warszawie, do której przyjechała w odwiedziny do siostry. Uroczystości żałobne i pogrzeb odbyły się w Nowogrodzie. Spoczęła obok męża.

## Publikacje

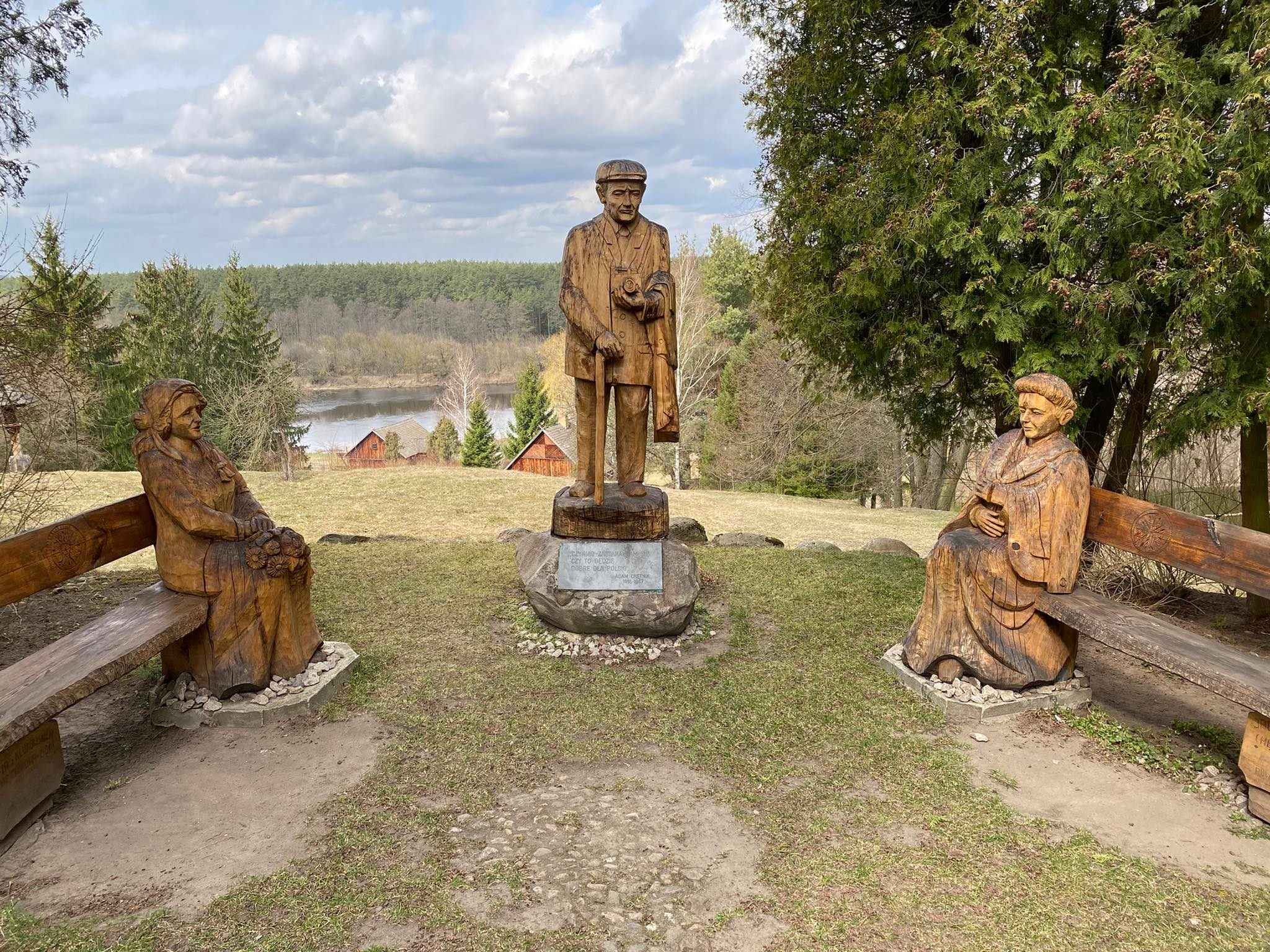
Pomnik Adama Chętnika i ławeczki jego żon: Zofii z Klukowskich Chętnikowej (po lewej) oraz Jadwigi z Nowickich Chętnikowej (po prawej) na terenie Skansenu Kurpiowskiego im. Adama Chętnika w Nowogrodzie

- Dawne rośliny jadalne w piosenkach i przysłowiach ludowych, „Literatura Ludowa”, 5 (1961), nr 4–6
- Kurpiowszczyzna w zbiorach muzealnych, „Literatura Ludowa”, 5 (1961), nr 4–6
- Muzeum w Łomży. Przewodnik, Łomża 1963
- Nowogrodzki skansen. Tam gdzie nasze korzenie..., „Ziemia Łomżyńska”, 2 (1986), s. 121–127
- Odbudowa i rozbudowa Muzeum Kurpiowskiego – Skansenu w Nowogrodzie (do 1977 r.), „Ziemia Łomżyńska”, 3 (1987), s. 99–111
- Kurpiowskie Muzeum na Wolnym Powietrzu w Nowogrodzie Łomżyńskim. Informator muzealny, Łomża–Nowogród 1969
- Przewodnik po Łomży i okolicy, Warszawa 1976 (z Donatą Godlewską)
- Wielkanocne palmy kurpiowskie i konkursy w Łysych, „Polska Sztuka Ludowa”, 34 (1980), nr 1
- Z Bogiem dla Polski. Wspomnienia, red. T. Dudo, Łomża 1998[2][6].

## Upamiętnienie
13 maja 2017 na terenie Skansenu Kurpiowskiego im. Adama Chętnika w Nowogrodzie odsłonięto jej pomnik w formie ławeczki. Obok stoi pomnik Adama Chętnika i ławeczka-pomnik jego pierwszej żony Zofii z Klukowskich.